# Florencia Mandrile
Florencia Mandrile (Laboulaye, Argentina; 10 de febrero de 1988) es una exfutbolista argentina que jugaba de centrocampista. Fue jugadora de la selección de Argentina durante el Torneo Femenino de fútbol en los Juegos Olímpicos de Pekín en 2008.

## Selección nacional

### Participaciones en Copas del Mundo
| Torneo               | Sede  | Resultado    | Partidos | Goles | Asistencias |
| -------------------- | ----- | ------------ | -------- | ----- | ----------- |
| Copa Mundial de 2007 | China | Primera fase | 3        | 0     | 0           |